# 玉山山蘿蔔
（學名：Scabiosa lacerifolia），为川续断科蓝盆花属下的一个种。

## 扩展阅读
- 維基物種上的相關：台湾蓝盆花